# Швець Ярослав Олександрович
Яросла́в Олекса́ндрович Швець (нар. 24 листопада 1982, місто Київ) — український футболіст, воротар.

## Біографія
Вихованець ДЮСШ міста Кіровограда, перший тренер — Безсмертний В. А.

## Статистика виступів

### Аматорська ліга
| Сезон     | Команда                           | Турнір     | Матчі | Голи |
| --------- | --------------------------------- | ---------- | ----- | ---- |
| 2005      | «Златокрай» (Золотоніський район) | кубок      | 1     | −3   |
| 2006      | «Ходак» (Черкаси)                 | чемпіонат  | 10    | −7   |
| 2007      | «Зірка» (Кіровоград)              | чемпіонат  | 8     | −12  |
| 2009      | «Олімпік» (Кіровоград)            | кубок      | 1     | 0    |
| 2009–2010 | «Олімпік» (Кіровоград)            | кубок ліги | 1     | −1   |
| 2010      | «Олімпік» (Кіровоград)            | чемпіонат  | 5     | −7   |
| 2010      | «УкрАгроКом» (Головківка)         | кубок      | 2     | −3   |

### Професіональна ліга
| Сезон     | Команда                   | Турнір    | Матчі | Голи |
| --------- | ------------------------- | --------- | ----- | ---- |
| 2003–2004 | «Черкаси»                 | чемпіонат | 0     | 0    |
| 2004–2005 | «Черкаси»                 | чемпіонат | 0     | 0    |
| 2007–2008 | «Коростень»               | чемпіонат | 1     | −3   |
| 2007–2008 | «Полтава»                 | чемпіонат | 1     | −2   |
| 2008–2009 | «Полтава»                 | чемпіонат | 1     | 0    |
| 2011–2012 | «УкрАгроКом» (Головківка) | чемпіонат | 20    | −22  |
| 2011–2012 | «УкрАгроКом» (Головківка) | кубок     | 1     | −1   |
| 2012–2013 | «УкрАгроКом» (Головківка) | чемпіонат | 31    | −23  |
| 2012–2013 | «УкрАгроКом» (Головківка) | кубок     | 3     | −4   |
| 2013–2014 | «Славутич» (Черкаси)      | чемпіонат | 20    | −21  |
| 2013–2014 | «Славутич» (Черкаси)      | кубок     | 2     | −1   |

## Досягнення
- Срібний призер Другої ліги: 2012—2013
- Бронзовий призер аматорської ліги України: 2006